# 醍醐敏郎
醍醐 敏郎（だいご としろう、1926年1月2日 - 2021年10月10日）は、日本の柔道家（講道館十段）。
戦後の柔道界を牽引した1人であり、同時期に活躍した松本安市、吉松義彦、石川隆彦、夏井昇吉らと繰り広げた数々の名勝負は、現在も柔道界の歴史に刻まれる。
講道館研修員や警察大学校師範として後進の指導にも当たり、モントリオール五輪やロサンゼルス五輪では男子柔道競技の監督を務めた。2006年には講道館より事実上の最高段位である10段に列せられている。

## 経歴

### 生い立ち
1925年の年末12月26日、千葉県安房郡船形町（現・館山市）仲宿で米穀や酒類を販売する商店を営む、醍醐武兵衛の4男として出生。醍醐家は江戸時代より代々捕鯨を生業とする家柄で、初代・新兵衛はかつて千葉県の七聖人に数えられる程の腕前であった。
1938年に船形尋常高等小学校を卒業して県立安房中学校（現・県立安房高校）に入学するも、部活動では水泳を選択し、当初は柔道には授業で触れる程度であった。中耳炎を患って1年生の夏休みに水泳部を休んでいると、身長179cm・体重85kgという大柄な体躯を見込まれて柔道部に勧誘された事が、柔の道に入るきっかけとなった。

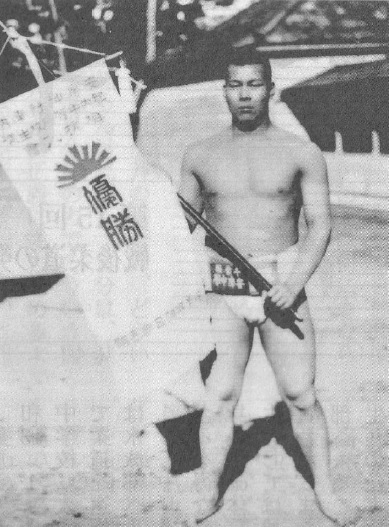
相撲で県大会を制した醍醐

柔道部では師範の高木一8段に師事し、厳しい指導の元で醍醐は実力を磨き上げていった。醍醐本人は「引っ込み思案の性格だったが、稽古で引っ叩かれても辛抱する心はあった。まぁ粘りはあったのかな」と振り返る。1940年2月付で講道館へ入門し初段審査に合格したが年齢が若過ぎたため昇段保留となり、翌41年1月にようやく黒帯を許された。選手としては3年次の1940年県大会（団体戦）で八将として出場、醍醐はこの大会で全勝する活躍を見せてチームの優勝に貢献し、以後はその嬉しさから一層熱心に稽古に打ち込んだという。
一方、相撲部の試合に駆り出された醍醐は千葉県大会で団体優勝、個人戦準優勝の成績を残し、全国中等学校相撲大会への出場権を得た。団体戦で安房中学校は、高知県代表で前年優勝校の旧制高知農業学校（現・県立高知農業高校）を初戦で降すなどし、青森県代表の青森県農学校（現・県立三本木農業高校）に敗れるもベスト16入りを果たすなど勇名を馳せて、また、この団体戦で4戦全勝した醍醐は個人戦への出場権を得て2回戦を勝ち抜いた。これら一連の活躍が立浪一門の目に留まり、自宅や学校にまで醍醐の勧誘に訪れる騒動に。実際に後援会ができ、“房州灘”という四股名まで用意される程だったという。
同時に醍醐は柔道で1942年2月には講道館2段位、同年9月には3段位を許されるなど当時としては異例のスピード昇段を果たすと、柔道をより専門的に学びたいという意欲が湧き、また安房中学校の先輩の多くが東京高等師範学校に進学していた事もあって、同校体育科2部（柔道専攻）へ進む決意をした。

### 学生生活と太平洋戦争

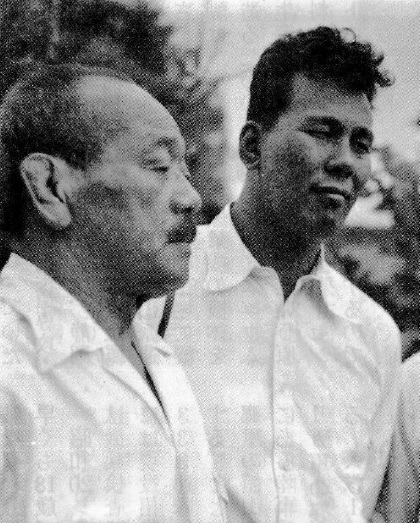
東京高師時代の恩師・永岡（左）には後々まで師事した

東京高等師範学校で醍醐は、永岡秀一や橋本正次郎、大滝忠夫らの大家に師事して柔道修行に励む。1943年5月には講道館の春季紅白試合で3段の部に出場して12人抜きの偉業を演じ、4段への抜群昇段となった。一方、当時は太平洋戦争の真っ只中でもあったので学校での授業は次第に行われなくなり、勤労奉仕として東京市内の工場での軍需物資の生産に携わる事となった。さらに、醍醐を含め東京高等師範学校で柔道や剣道を専攻する1・2年生約80名は1944年9月に静岡県蒲原町（現・静岡市清水区）の日本軽金属蒲原工場へ駆り出され、そこで軍用機の機体に使われるアルミニウムの生産に従事。徹夜の作業もあり重労働ではあったが、工場側の配慮もあって食料に不自由する事は無く、醍醐は工場付設の武道場で柔道の稽古を続ける事ができたという。同年10月には講道館秋季紅白試合で4段の部大将に抜擢されて5人を抜き成績抜群、18歳ながら早くも5段位を許された。
1945年2月に徴兵検査で甲種合格となり、7月には静岡から召集され二等兵として千葉県佐倉の陸軍歩兵333連隊に入隊、程なくして郷里・館山の海軍砲術学校へ移動となり、アメリカ軍の本土上陸に備えた。醍醐に拠れば、「軍隊生活はひどいもので、なにしろ軍服のサイズが小さくてボタンが閉まらない」「作戦も、海岸に穴を掘って爆弾を持って潜み、敵の戦車が来たらやっつけろというものだった」と述懐する。わずか1ヵ月後には終戦を迎えた。
復員した醍醐は母校・東京高等師範学校に復学するも、懐かしい校舎は戦禍を被って破壊され見るも無残な姿と化していた。武道が軍国主義の象徴としてGHQにより禁止されていた中、醍醐らは体育専攻の学生として授業を再開し、決して良好とは言えない環境下で勉学に励み、また、あらゆる手段を講じて懸命に柔道の稽古に取り組む醍醐の姿があった。

### 講道館研修員として
教育職員免許状を受けて1947年3月に東京高等師範学校を卒業すると、体育教師の肩書で三重県の県立宇治山田商業高校へ赴任。ここで学校授業のほか町の有志らと共に汗を流し、週末には近鉄線を乗り継いで京都の武徳殿や大阪のニュージャパン柔道協会まで赴いて稽古に励んだ。
1948年3月には全関西対全九州で争われる第2回新生柔道大会に関西軍選手の1人として選抜され、個人戦では初戦で戦前の柔道王・木村政彦と相対し、大金星とはいかなかったものの力一杯挑戦した事が後々まで思い出として残っているという。

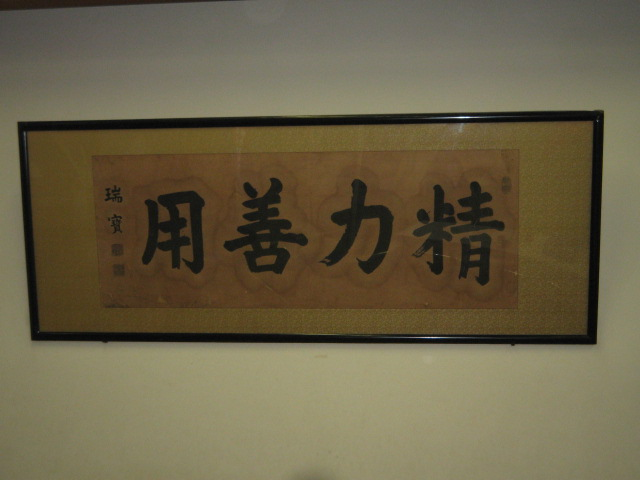
奉職した講道館の標語“精力善用”

その後三重県警察より柔道教師の誘いを受け、これを嘗（かつ）ての恩師・大滝忠夫8段に相談すると、大滝の回答は「職を用意してやるから東京へ帰ってこい」というものだった。
前にも増して柔道への熱意が強くなっていた醍醐は大滝の善意を有難く受け入れ、1949年4月に“研修員”という肩書で講道館へ復帰した。主な仕事は雑誌の編集と講道館道場での指導だったが、当時の講道館には各大学から腕自慢の学生達が通い詰め、同じく研修員となった大沢慶己と共に、学生を相手に稽古時間の2時間は殆ど休む暇が無い程の荒稽古をこなした。師範としては三船久蔵や佐村嘉一郎、飯塚国三郎、中野正三、小田常胤ら錚々たる顔触れがあったが、既に高齢であったので、稽古で若者達に胸を貸すのは専ら醍醐と大沢の役目であったという。
毎日午前中は警視庁へ顔を出し午後は講道館へと通う生活を続け、1950年には警視庁入りを打診されたが、講道館に軸足を置いて活動したい意向を持っていた事から醍醐はこれを固辞している。
なお、この頃の醍醐は戦後の混乱期という状況下で住む家も無く、講道館の地下にある更衣室に寝床にし木製のロッカーをひっくり返して布団を敷いて寝るという生活で、食事も粥のみという苦難の時代でもあった。
身長179cm・体重109kgと堂々たる体格ながら巧さも兼ね備え大外刈・内股・小内刈・体落等に長じた醍醐は1949年1月に6段に昇段し、同年5月の第2回全日本選手権大会に東京代表として初出場すると、2回戦を勝ち抜いて3位入賞を果たした。同年10月の第3回全日本東西対抗大会は東軍副将に抜擢され、2人を抜いて3人目と引き分ける活躍を見せた。公開競技として開催された続く11月の第4回国民体育大会（3人制団体戦）では東京代表の一員として出場、東京代表チームは圧倒的な強さで立て続けに相手チームを屠り、大将として貢献した醍醐もまた「醍醐強し」との名声を全国に広めた。

### 2度の全日本優勝

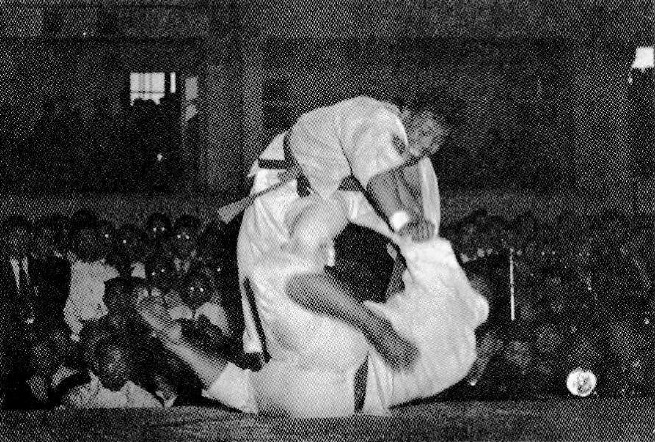
1951年全日本選手権大会決勝戦で
吉松（下）に渾身の大外返を浴びせる醍醐

1950年の全日本選手権大会はまたしても第3位に甘んじたが、3度目の出場となる1951年の第4回全日本選手権大会で醍醐は優勝候補の最有力と目され、これに応えるかのように元全日本王者の松本安市7段や大豪・羽鳥輝久6段らを降し、決勝戦では後々までライバルとなる吉松義彦6段を鮮やかな大外返で返して一本勝を奪い選手権を獲得した。
この大会の優勝者は12月にパリで開催の第1回欧州選手権大会に招待される事になっており、実際にフランス柔道連盟ポール・ボネモリ会長の招待で11月28日から嘉納館長、松本芳三7段、田代重徳のほか京都から参加の栗原民雄9段に帯同する形で欧州6ヵ国を歴訪した。周囲の反対を押し切ってこれに参加した醍醐は全日本王者として各国の選抜選手を相手に掛け試合を行い、その圧倒的な強さと、妙技とも言える華麗な技を以って満場の観衆を驚嘆せしめている。醍醐の回想に拠れば、使節一行のうち選手は醍醐1人のみであったため、現地で体調を崩して実技ができなかったら“日本の恥”になると考えたため非常に緊張感があり、実勢に現地では酒類は一切飲まずに節制を心掛けたという。
なお、この間イタリアではピウス12世への謁見が許され、バチカンの法王居室では握手を交わして記念のメダルを拝受した。
続けてカナダ・アメリカ合衆国を歴訪し、2月15日に温暖なハワイから帰国すると東京は大雪で、醍醐はその寒暖差から風邪をひいて1週間ほど寝込む憂き目に。その後道場に復帰するも地に足が付かず、5月の第5回全日本大会は準決勝戦で吉松義彦6段の内股に畳を背負い3位に留まった。
それでも8月の第5回全日本東西対抗大会に東軍の三将として出場し、西軍副将の広瀬巌7段と大将の伊藤徳治7段を破って、東軍に副将・大将残しの快勝を齎（もたら）し、醍醐自身も最優勝選手賞を受けている。
1953年1月には講道館の“研修員主任”を拝命し、将来を嘱望される学生のほか来日中の外国人修行者の育成の任に当たったほか、技や形の研修、嘉納履正館長のサポート役をこなした。このほか、講道館が特に有望な学生を“特別研修生”として選抜し、明治大学の黒住大和と東洋大学の山岸均がこれに選ばれると、醍醐は2人を自宅に預かって寝食を共にするなどして育成に勤しみ、これらの制度は1960年頃まで続けられた。この講道館時代に醍醐は1956年6月には30歳の若さで7段位に列せられている。
一方で1953年5月の全日本選手権は大会直前に右手首にド・ケルバン病を発症して出場を辞退、この治療には数ヵ月を要したものの、翌54年5月の第7回大会では決勝戦で醍醐より一回り大柄な武専出身の中村常男7段を判定で降し、自身2度目となる選手権獲得を成し遂げた。

### 度重なる怪我と引退
1955年は5月の全日本選手権大会を目前に警視庁での稽古中に右膝の靭帯を負傷し、本大会への出場を断念。
翌56年は5月に開催を控える世界選手権大会の代表選考となる4月の日本代表決定大会に出場するも、A組にエントリーした醍醐は決勝戦で夏井昇吉6段に敗れて記念すべき第1回世界選手権大会への出場は叶わなかった。醍醐は本来よく動いて自分のリズムに相手を引き込み試合を優位に進めるタイプだが、この夏井との試合は自分の動きが逆に夏井のリズムに転化されてしまったとの事で、醍醐は自身の対応の甘さに加え夏井の成長が印象的でもあったと語っている。
1957年は全日本選手権大会の予選となる東京都選手権大会にて、3回戦で早稲田大学学生の三宅倫三を相手に得意の大外刈を見舞って勝利するも、今度は軸足である左足の膝靭帯を負傷し、全日本本大会への出場は止むを得ず辞退した。
1958年5月には4年振りの全日本選手権大会出場を果たしたが、初戦で天理大学の古賀正躬5段と試合時間一杯を戦って、疑惑の判定に涙を飲んだ。同年11月の第2回世界柔道選手権大会代表決定戦に指定選手として選抜されていたが、大会直前になって体の故障を理由に出場を取り止め、醍醐は以降の大会に出場する事は無かった。しかし代表決定戦の頃に醍醐は大沢慶己と共に北海道へ柔道指導に赴いており、この稽古風景を目にした柔道評論家の工藤雷介は「特段どこを負傷しているというわけではなかった」と述べ、「春の全日本選手権大会の、どちらが勝ったかわからぬ試合を負けにされた現行の審判規定に対し、“無言の抵抗”というように受け取れた」と続けている。
正確な引退事由を本人は明かしていないが、醍醐はかねてより膝だけでなく右肘も痛めていて、腕が真っ直ぐ伸びずに湾曲するなど満身創痍の状態であった事は事実であり、醍醐自身は後に「多くの支援者・応援者に支えられて戦った」「この支えがあったからこそ、挫ける事無く戦い抜く事ができた、とても充実した選手時代であった」と語っている。なお、柔道評論家のくろだたけしは醍醐の現役時代を振り返り、「彼の技には強引さが無く、動きの中に自然に相手を崩し、掛けの力に集中するので、実に素晴らしい切れ味を持っていた」「木村政彦のような鋭い気迫は見られないが、柔道の大型選手として巧いのは、この人が最高」と絶賛していた。

### 指導者としての尽力
醍醐は引退後、指導者として東洋大学で山岸均や前田行雄、加藤雅晴ら後に全日本や世界の舞台で活躍する選手を育成したほか、国士舘大学や実業団のNECでも後進を指導。
かねてより関わりのあった警視庁では、1962年6月に当時の原文兵衛警視総監より技術吏員・副主席師範を委任されて主に選手クラスの強化を担当し、また時間的な余裕があったため、引き続き講道館にも顔を出して指導に当たった。

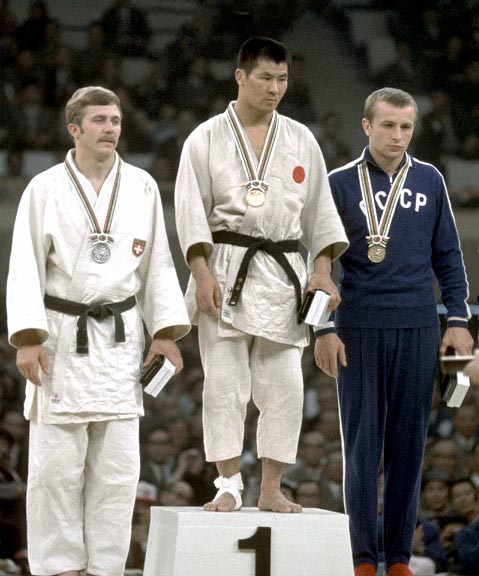
指導者として臨む東京五輪では3階級で金メダルを獲得

一方、1960年に東京五輪での柔道競技採用が正式に決まると、翌61年2月には全日本柔道連盟の中に委員会が設置され、醍醐のほか大沢慶己、山舗公義の3人が強化コーチに指名されてこの重要な役割を担う事となり、更に同年4月には日本体育協会からも柔道競技の強化コーチを任ぜられた。全国から選りすぐりの有能な選手を集め全日本柔道連盟として初めての強化合宿を行うなどし、東京五輪の大会本番では4階級のうち無差別級を除く3階級で金メダルを獲得した。
1966年、警視庁の中に警察官の必修科目ともなっている柔道・剣道の指導者養成を目的とした柔剣道指導者養成科（のち逮捕術等もコースに加えて術科指導者養成科に改称）が組織されると、醍醐は警視庁技官・警察大学校教授の待遇での就任を打診された。これを引き受けた醍醐は、各県の警察本部より推薦された柔道担当者を1年間指導し、これらの生徒は嘗（かつ）て選手として活躍し醍醐とも旧知の仲でもあったので、厳しい中にも笑い溢れる楽しい学校生活を共に送る事ができたという。
全日本柔道連盟では1965年より審判委員会委員、1979年から1990年まで理事を務めて永く柔道界の運営に携わったほか、一方で道衣に袖を通す事も疎かにはせず、講道館では1981年に道場指導本部が創部されると、部長の小谷澄之9段の補佐役として副部長に就任している。
このほか、全日本柔道連盟の推薦を受けて、日本体育協会にて1977年から1985年までの間に評議員・理事を拝命し、加えて同協会の競技力向上委員も務めた。
また、引き続き全日本代表強化の第一線でも尽力し、1979年には広瀬巌8段の後を継いで強化委員長を拝命、以後は世界選手権大会のほか1976年のモントリオール五輪や1984年のロサンゼルス五輪で柔道競技の監督を務め、年末年始の休暇も返上して選手強化に勤しみ、いずれも半数以上の階級で選手を金メダルに導いた。しかし1988年のソウル五輪では惨敗を喫し、斉藤仁5段が重量級を制して何とか面目を保つのがやっとであった。翌89年3月には任期満了により10年間重責を担った強化委員長の職を辞している。

### 講道館10段に列せらる
| 段位 | 年月日         | 年齢 |
| ---- | -------------- | ---- |
| 入門 | 1940年2月15日  | 14歳 |
| 初段 | 1941年1月12日  | 15歳 |
| 2段  | 1942年2月25日  | 16歳 |
| 3段  | 1942年9月2日   | 16歳 |
| 4段  | 1943年5月16日  | 17歳 |
| 5段  | 1944年10月29日 | 18歳 |
| 6段  | 1949年1月17日  | 23歳 |
| 7段  | 1956年6月20日  | 30歳 |
| 8段  | 1969年4月29日  | 43歳 |
| 9段  | 1992年4月28日  | 66歳 |
| 10段 | 2006年1月8日   | 80歳 |

柔道の国際的発展に伴い講道館が国際交流基金からの指導者派遣要請を受けると、醍醐は責任者としてその人選に当たった。年単位の長期派遣であったため難航を極めたが、警視庁に直談判して同意を取り付け、セネガルなど柔道後進国に継続的に指導者を派遣する事に成功。立場上、醍醐自身も暇を見ては現地に赴き、派遣前の事前調査や派遣後の指導員の生活環境・指導内容の視察を行うなど、精力的に海外を飛び回った。醍醐が後に「世界中に友人・知人ができ、今でも交流が続いている」「世界のどこへ行っても知っている人がいるから楽しい」と語る根源には、このような地道な草の根活動があった。
1985年7月には警察大学校の術科教養部長に昇進し、翌86年の定年退官後も引き続き非常勤講師として20年以上指導を行って、計約40年の長期に渡り警察官の育成に汗を流した。併せて86年4月には講道館の道場指導部長も拝命している。
これらの功績から1992年には講道館評議員となり、また講道館創立110周年に際して醍醐は9段位に列せられた。昇段に際し「この度の昇段を機に、日本伝来文化である講道館柔道のため、今まで以上の努力と最善を尽す覚悟」と意気込みを述べていた。

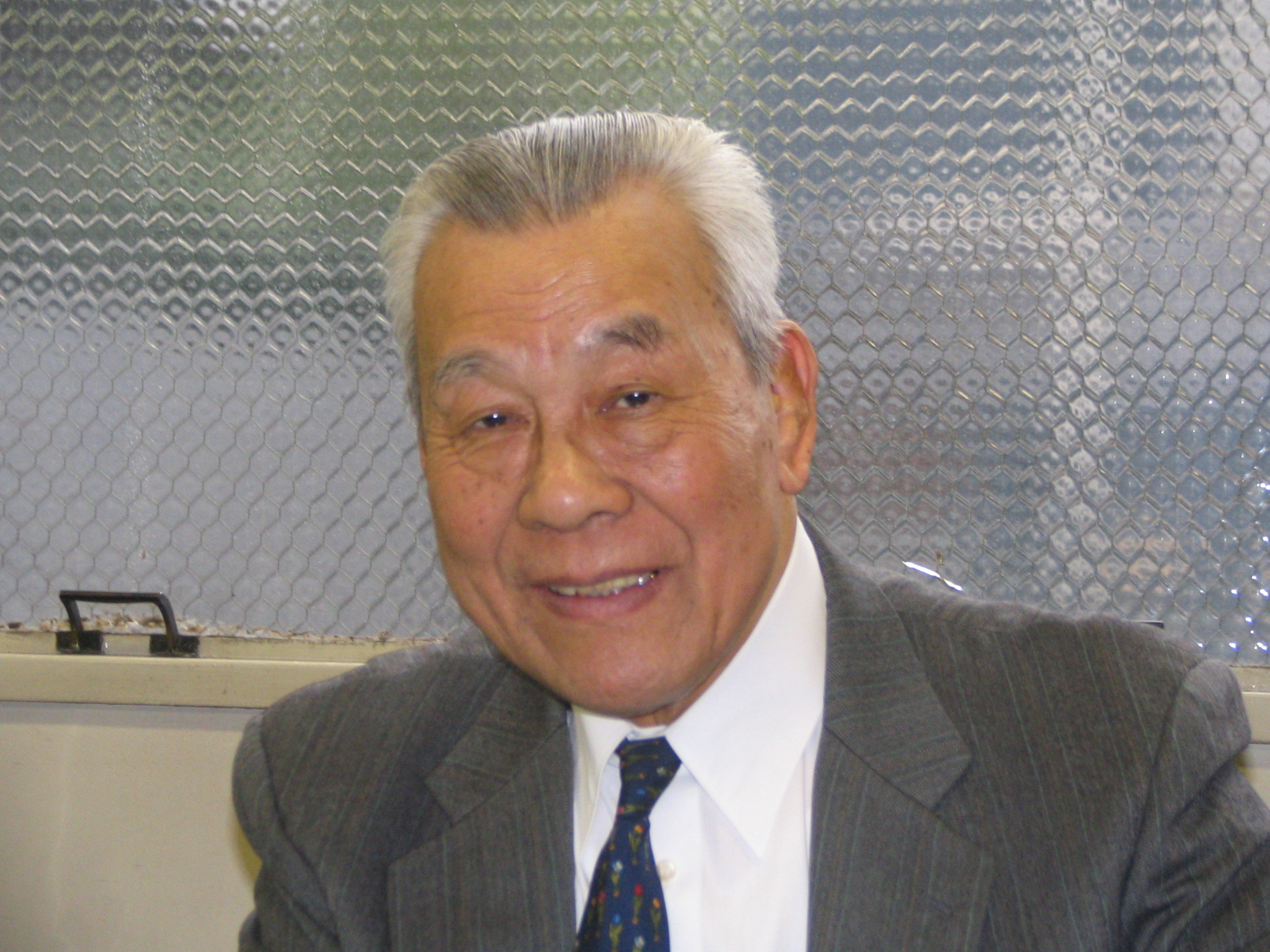
10段昇段直後の醍醐

人生を柔の道に捧げた醍醐は、前述の通り講道館や警視庁、あるいは全日本代表の舞台に軸足を置いて選手育成に腐心する一方で、斯の道の振興のため多くの著書も残している。1970年に大修館書店より発刊された『柔道教室』は現在まで50回近い再版を重ね、中国語の海賊版まで出回る始末に。また『柔道 投技（上・中・下）』は日本語のみならず英語・ドイツ語・フランス語にも翻訳される程に、世界中の柔道愛好家達から支持を受けた。
温厚篤実で何の衒いも無い人柄と柔道界に対する永年の尽力・功績が認められた醍醐は、2006年1月8日講道館鏡開き式において、同じく柔道の発展に寄与した安部一郎、大沢慶己と共に事実上の最高段位である10段に昇段。3人での同時昇段は史上初めての事であった。1991年に小谷澄之が没して以来15年振りの10段誕生で、120年以上の歴史と177万人を超える有段者（いずれも当時）を抱える講道館でも10段を受けたのは僅か15人、実に12万人に1人という狭き門であった。
醍醐は1998年頃より開始した醍醐の個人研修会「口伝会」にて、同志らと共に柔道形（古式の形）の研究と研鑚に勤しんでいた。また、長野県松本市で1997年より始まった、自身の名を冠す少年柔道大会『醍醐敏郎杯全国少年柔道錬成大会』を通じ、青少年の育成を全面的にバックアップしていた。
2021年10月10日、誤嚥性肺炎のため、東京都内の病院で死去。95歳没。死没日をもって従七位に叙される。

## 主な戦績

### 全日本選手権大会
- 1949年5月5日（於：仮設国技館） -

開場前から多くの観衆が長蛇の列を成し、開場と同時に潮の如く雪崩れ込んで日本橋浜町の仮説国技館は瞬く間に超満員の盛況となった。観戦に訪れた皇太子や講道館嘉納履正館長らも見守る中、北海道から九州まで全国より選ばれた16人の選手によって催された全日本大会に東京代表として初出場した醍醐は、初戦で九州代表の吉松義彦6段を跳腰返、2回戦で信越代表の伊藤秀雄を小内刈に降し、石川隆彦6段との準決勝戦では延長にもつれ込んで最後は石川の一本背負投に屈したものの、初出場ながら3位入賞を果たした。丸山三造9段は醍醐について、「姿勢、態度、技術に於いて実に堂々たるものがあり、勝敗を超越して虚心担懐すがすがしい試合を見せた」と評していた。
- 1950年5月5日（於：芝スポーツセンター） -

大会当日は激しい雨が降りしき中にも拘らず定刻前には会場一杯となる客の入りで、試合会場のスポーツセンター係員も「センター始まって以来の盛況」と驚いていたという。前大会と同様全国の精鋭16人が顔を揃え、このうち半分の8人が初出場であった。東京代表の醍醐は初戦で東北代表の岩淵佶6段、2回戦で東海代表の伊藤秀雄6段を退けて自他共に初優勝の期待が高まるが、準決勝戦で11歳年長のベテラン・広瀬巌の一本背負投に辛酸を舐め、またしても第3位に甘んじた。
- 1951年5月5日（於：旧両国国技館） -

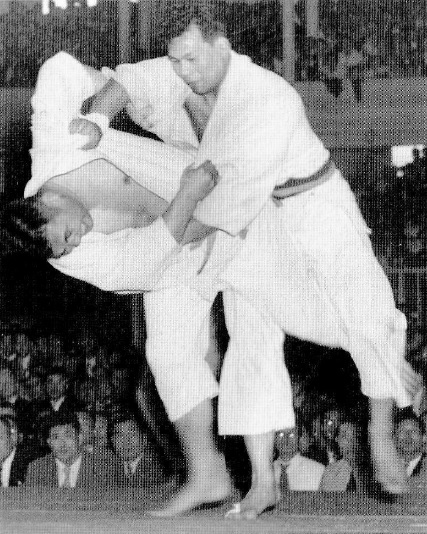
決勝戦で吉松の内股を堪える醍醐（右）

戦後4回目の大会となる全日本大会は出場者をそれまでの2倍の32人とし、午後1時からの試合開始にも拘らず早くから押し寄せた観衆は定刻前には余す所も無く会場を埋め尽くした。自身3度目の出場となる醍醐は優勝候補の最有力と目され、これに応えるかのように北海道の強豪・二瓶英雄5段、九州代表で若手の重松正夫4段、同じく九州代表で元全日本王者の松本安市7段を立て続けに破り、準決勝戦で羽鳥輝久6段を得意の大外落に仕留めると、大方の予想通り決勝戦は醍醐と吉松義彦6段との顔合わせになった。互いに右自然体に組むや、吉松が立て続けに内股を繰り出し、醍醐これをよく防ぐと逆に内股で応戦するが、腰の重い吉松を相手に効果は無かった。その後も互いに左右の内股で攻め合い、このまま時間一杯で試合終了となれば判定は吉松にやや有利かという場面で、醍醐が内股から小内刈に変化すれば、吉松が体（たい）を泳がせて一気に形勢逆転。焦りを覚えた吉松は醍醐に渾身の大外刈を浴びせるが、醍醐はそれを鮮やかな大外返で返して一本勝を奪い、全日本初制覇となった。歴史に残る名勝負を固唾を飲んで見守った観衆は両者に怒涛のような拍手を送ったという。この試合について吉松は後に「（小内刈を見舞われて）明らかに精神的な同様があった」「（右技の切れる醍醐を相手に）掛けてはならぬ右の大外刈で攻めてしまった」と振り返り、「沈着でなければならない大試合で平静を失ったのは不覚」と悔いていた。また醍醐は、大会そのものを「力一杯、何も考えずに頑張って終わってみたら、優勝だったという感じ」と述べ、「この優勝に奢る事なく、寧ろ全日本王者として技術・体力を維持しなければ」と自戒したという。
- 1952年5月18日（於：旧両国国技館） -

全日本大会の人気も益々高まって会場の旧両国国技館は活況を呈し、満員御礼で会場に入れなかった観衆は、何とか席を空けさせようと苦肉の策で大会役員を面会と称し嘘の会場アナウンスで呼び出したり、腹いせにガラスを割ったりする有様だった。この大会に前年王者として醍醐は、初戦で九州代表の石橋弥一郎6段、2回戦で信越代表の高島道夫6段、3回戦で近畿代表の伊勢茂一6段を降して準決勝戦に進むも、前年の雪辱を誓う吉松義彦6段の内股に畳を背負い3位に留まった。大会論評で丸山三造9段は「今度の試合は上出来とは言えなかったが、何もかも揃っている選手だから精進次第では大成するだろう」と、醍醐の一層の躍進を期待していた。
- 1954年5月5日（於：旧両国国技館） -

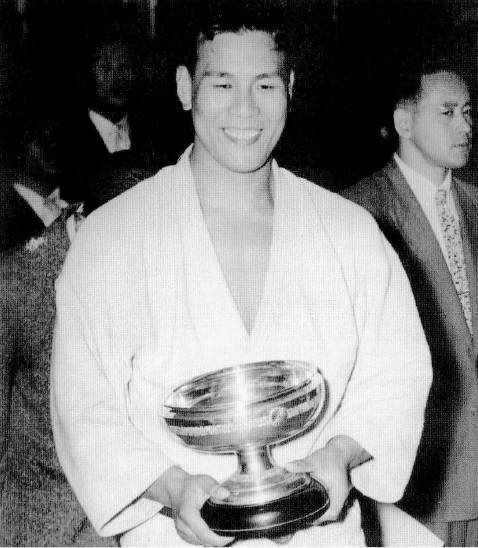
2度目の栄冠となった1954年大会

大会当日は輝くばかりの日本晴で、引き続き人気を博していた全日本大会は早暁から多くの観衆が詰め掛けて大混雑となり、止む無く9時開場の予定を30分切り上げている。太平洋戦争による戦前・戦後の混乱が落ち着きを見せ始めた柔道界もこの頃には徐々に世代交代が進み、1954年大会では出場者32名のうち約8割に当たる25名が戦後の学生柔道界で育った選手で、醍醐を含め戦前に学生時代を過ごした選手は僅か7名にまで減っていた。醍醐はこの時28歳で、体力的には選手としてのピークをやや過ぎていたものの体調万全で臨む事ができ、中国代表の山肩敏美6段、九州代表の石橋弥一郎6段、同じく九州代表で小兵の橋元親6段を破ってトーナメントを勝ち上がると、準決勝戦では後に世界王者となる東北代表の夏井昇吉5段を大外刈に沈め、決勝戦では醍醐より5歳年長で身長・体重とも一回り大きく武専出身の近畿代表・中村常男7段と覇を争った。試合は互いに右に組むと先に中村が内股を仕掛け、これを受けた醍醐は同じ内股や小内刈で攻め返すなどしたが、互いに効果的な技が無いまま15分ほど経過。ここで中村は得意の右内股ではなく意表をついて左の内股を繰り出すが、醍醐はこれを巧く返して技有を奪い終に試合の均衡が崩れた。中村は立ち上がるも、観念したのか顔には笑みすら浮かべ、その後は互いに自重したまま小競り合い程度の技を出すのみで試合時間一杯20分を終了。最後は主審の三船久蔵10段の裁定により醍醐の判定勝が宣せられ、自身2度目の優勝を飾った。なお、この大会に臨むに当たり醍醐は、一本を取るのが難しい相手との試合は最初から判定勝を狙っていく事を目論んでおり、実際に3回戦までいずれも判定での勝利だったため当時の新聞では「計算し過ぎ」とバッシングを受けたりもしたが、醍醐は後にインタビューで「ある程度流れを読んで試合ができる程ズルくなっていた」「それだけ余裕が出来ていたのかも知れないし、弱っていたのかも知れない」と笑っていた。
- 1958年5月5日（於：東京体育館） -

32歳で迎える1958年の第10回全日本選手権大会は、約1万2,000人の大観衆を集め千駄ヶ谷の東京都体育館で開催。醍醐は前年の東京都選手権大会で負った左足靭帯の負傷が癒えず不安を抱えたままの出場であった。初戦で近畿代表の古賀正躬5段（天理大学）と相見え、小内刈にいったハナを古賀の支釣込足でバランスを崩してしまい、醍醐は左足を場外に踏み出して左手を畳についた。その後時間一杯を戦って判定となると、先のお手付きが判定の材料となり、菊池揚二副審は醍醐の優勢と裁定したもののも、もう一人の副審である大蝶美夫と主審の森下勇は古賀の方に旗を上げ、醍醐は僅差の判定で敗れた。醍醐の師匠でもある三船久蔵10段は戦評で「醍醐は姿勢も態度も良く、古賀も決して悪くなかったが、とかく押され気味で外側になっていたから、いくらか醍醐の方が優勢であったように思う」「審判を批判するわけではないが、この勝敗は見ようによっては逆の結果にもなり得るもので、優勝候補醍醐が第一回戦で早くも姿を消したのは惜しかった」と述べていた。いずれにしても、全盛期を過ぎ、また負傷を押しての出場となった醍醐なりの精一杯の大健闘であった。なお選手権は曽根康治が獲得し、永く続いた吉松・醍醐・夏井時代の終わりを柔道ファンに印象付ける大会ともなった点は特筆される。

### 全日本東西対抗大会
- 1949年10月29日（於：大阪国技館） -

1940年以来9年振り開催となった第3回東西対抗大会は東軍西軍それぞれ27名ずつの抜き試合形式で行われ、醍醐はこれに東軍の副将として出場。試合は序盤から、東軍の金子泰興4段が3人を抜けば、すぐに西軍の吉田広一5段が3人を抜き返し、西軍が橋元親7段の活躍で抜き出たが、逆に東軍は醍醐の盟友・大沢慶己5段が抜き返すという一進一退の攻防で進んだ。その後西軍は岡本信晴6段の3人抜きや奥田五蔵6段の2人抜きで大きくリードし、東軍は宮内英二6段の2人抜きで挽回するも5人ビハインドという状況で醍醐に出番が回ってきた。醍醐は武専出身の西軍七将・宮川善一6段と六将・中村常男6段をそれぞれ大外刈に沈めるも、3人目の細川九州男6段と引き分け、続く東軍大将の羽鳥輝久6段が西軍三将・松本安市6段の得意とする大外刈に敗れて、西軍に副将・広瀬巌7段と大将・伊藤徳治7段を残しての悠々の勝利を譲った。
- 1951年9月23日（於：名古屋市金山体育館） -

第4回大会は出場選手数を前大会から2人減らし両軍25名ずつで行われ、同年5月に既に全日本王者となっていた醍醐はこれに東軍大将で出場。東軍は夏井昇吉5段や伊藤信夫5段、藤森徳衛6段がそれぞれ2人を抜けば、西軍は広川彰恩5段が2人を抜く活躍を見せたほか宮川善一6段、山本博6段、中村常男6段が小まめに抜き返すなど、両軍とも互いに実力伯仲。西軍1人リードのまま醍醐は西軍副将の松本安市7段と相対した。この試合は互いに奮戦するも試合時間一杯をに戦って優劣付かず、東軍は西軍に大将・広瀬巌7段を残して敗れ、戦前の第1回大会から4連敗となった。
- 1952年8月17日（於：秋田市八橋球場特設会場） -

何とか一矢報いようと奮起する東軍は大将に石川隆彦7段を据えて、副将・羽鳥輝久6段、三将・醍醐という布陣で第5回大会に臨んだ。試合内容は、東軍選手が1人を抜けば西軍選手が1人を抜き返すという一進一退の熱戦で、東軍九将の夏井昇吉5段が2人抜いて（棄権勝を含む）均衡が崩れた。東軍四将の伊藤秀雄が西軍四将で同年全日本王者の吉松義彦7段を優勢に降す金星を上げて、更に三将の松本安市7段と引き分ける活躍を見せれば、続いて出場の醍醐は西軍副将・広瀬巌7段を跳腰返、大将・伊藤徳治7段を釣込足で一閃し、東軍は2人残しの快勝というオマケ付きで終に初勝利を手にした。
- 1953年9月27日（於：福岡市平和台野球場特設会場） -

自身4度目の出場となる全日本東西対抗大会に醍醐は東軍三将として選抜されるも、前年の雪辱を誓う西軍は河野宗達4段や明治大学出身の曽根康治5段の活躍が目覚ましく、試合は終始西軍優位で進んだ。醍醐は、小兵の大沢慶己6段と朝飛速夫6段を立て続けに破って優秀選手賞を獲得した西軍十一将の河野宗円6段と相対するとこれを大外刈に沈め、続く山肩敏美6段を払釣込足に破り、九将・高浜正之6段と引き分けた。その後東軍は副将の伊藤秀雄6段が湊庄市6段ら3人を抜く挽回を見せるも及ばず、西軍に3人残しの大勝を譲った。
- 1954年10月3日（於：名古屋市金山体育館） -

全日本王者として臨む第7回大会に醍醐は東軍三将として出場。試合は西軍5人目・山舗公義5段の2人抜きや同9人目・広川彰恩5段の3人抜きもあって、西軍がリードしたまま終盤まで進んだ。東軍は台頭目覚ましい九将・夏井昇吉5段の3人抜き等で善戦するも、醍醐に出番が回ってきた時には3人ビハインドの状況であった。醍醐は西軍六将・戸高清光6段を珍しく寝技（横四方固）で破るも、続く試合巧者の橋元親6段を捉え切れずに引分で試合を終えた。その後東軍は副将・羽鳥輝久7段と大将・石川隆彦7段がそれぞれ引き分けて、大会は西軍が2人残しで勝利した。
- 1955年10月2日（於：宮城球場特設会場） -

仙台市で開催された第8回大会は序盤から引分が続き、19試合を戦った時点で勝敗を決したのは僅か2試合（東西両軍とも1勝ずつ）という有様であった。20試合目で西軍七将の石橋弥一郎6段が優勢で1人を抜くも、すぐに東軍六将・朝飛速夫6段が優勢でこれを抜き返し、試合は再び均衡に。しかし終盤戦は西軍が優勢で、守山洋6段と橋本親6段の所でリードを奪うと、東軍大将の醍醐は西軍三将の中村常男6段の重い腰を浮かせる事は適わず引き分けて、前年と同様に西軍は副将の吉松義彦7段と大将の松本安市7段を残しての勝利となった。
- 1956年9月30日（於：大阪府立体育会館） -

節目の30歳となった醍醐は、第9回大会には東軍大将として選抜された。東軍は中央大学の渡辺喜三郎4段や明治大学の神永昭夫4段、日本大学の松下三郎4段ら学生陣が活躍し、一方の西軍も天理大学の古賀正躬4段のほか石田洋三4段、小田雄三ら若手が奮戦した。同年の第1回世界選手権大会を制し世界王者になった東軍副将・夏井昇吉6段が西軍三将で33歳のベテラン橋元親6段に敗れる波乱もあり、続く大将の醍醐も橋元と引き分け、西軍に副将・吉松義彦7段と大将・中村常男7段の2人を残しての勝利を譲った。
- 1957年9月30日（於：福岡スポーツセンター） -

最後の出場となった第10回大会で醍醐は3大会連続の東軍大将に抜擢され、副将・大沢慶己6段、大将・醍醐という布陣で臨んだ。試合内容としては引き分けが多く、西軍十九将の河野雅英4段と東軍十五将の渡辺喜三郎4段がそれぞれ2人を抜いて3人目で引き分けた以外は互いに目を見張る活躍は無かった。醍醐と吉松義彦7段との大将決選を含め、六将から大将までの6試合がいずれも引き分ける形となり、大会史上初めて東西優劣無く引き分けという結果に終わった。なお、ルール変更に伴い第11回大会以降は点取り試合に改められたため、この大会以って抜き試合は最後となった（その後、1963年の第15回大会で復活）。

### その他
- 1948年3月15日（於：福岡市浜新地仮設道場） - 第2回新生柔道大会に出場、初戦で木村政彦7段に敗れる。
- 1949年11月3日（於：講道館） - 第4回国民体育大会（公開競技）に東京都団体チームの大将として出場、準々決勝戦で福岡県チームを3-0、準決勝戦で熊本県チームを3-0、決勝戦で石川県チームを3-0で降して優勝[注釈 11]。
- 1952年11月23日（於：蔵前国技館） - 講道館創立70周年記念の全日本年齢別選手権大会（30歳未満の部）に出場、優勝。
- 1956年4月29日（於：蔵前国技館） - 第1回世界選手権大会日本代表決定大会に出場、A組の決勝戦で夏井昇吉6段に体落で敗れて世界選手権大会出場を逃す。

## 主張
- 選手について

醍醐の選手時代は、世話役が付いてくれる事は無く、技の修練から体調管理まで全て自分自身でこなさなければならなかった。翻って現在は強化方法を含め選手達への充実したバックアップ体制が構築されており、醍醐は「サポート体制がしっかりしている事は良い事」と前置きした上で、「（選手は）それに甘えてしまっては駄目。どこかで一本立ちという精神が無いといけない」とも述べていた。
また、「惰性で稽古をするのではなく、打ち込みであれば実際に相手を投げるつもりで1本1本真剣に」とアドバイスを送る。
- 試合について

自身の現役時代と現在の選手達の試合を比較し、「柔道スタイルが変わった」と醍醐。嘗（かつ）ては技を掛ける際の“崩し”と“作り”が当たり前の動作であったが、現在の選手達はいきなり飛び込んで一発引っ掛けるという柔道が主で、醍醐は「中途半端な中で技を掛けるから技も中途半端」「組んで動いて機を見て崩し、作って掛ける、ここに柔道の面白さがあり、切れ味鋭い技も生まれる」と警鐘を鳴らし、「今から元に戻そうとしても不可能ですね」と残念そうに続けている。
- 生涯“柔道家”

醍醐は年齢を重ねてからも週4回は講道館道場に顔を出し150本もの打込をこなしたほか、前述の通り現在は柔道形の研究・普及を中心に活動を行っている。また寒稽古の時等は朝4時30分には家を出て、5時30分には柔道衣に着替えて道場に立つ、という生活を何十年も続けている。選手時代に活躍するも引退した途端に道衣が似合わなくなる柔道家が少なくない中で、醍醐は講道館10段に列せられた際のインタビューで「私は柔道家ですから、柔道衣が似合う柔道人生をこれからも過ごしたい」「それには道場に立ち続ける事が大切」と述べていた。
- 柔道形の重要性

柔道修行者にとって昇段審査の時ぐらいしか馴染みが無く、疎かにされがちな柔道形ではあるが、醍醐は「乱取と両立するもので、柔道の両輪である」と語っている。その上で「乱取や試合は全日本柔道連盟や国際柔道連盟が主導すれば良いが、柔道形は講道館がやらなければ」と主張。柔道形が競技化され世界形選手権大会はじめ国際大会も開催されるなど重要性が増す中で、採点法などルールを制度化しつつ、形の理合への理解を統一するため、詳しく解説をした書籍を残す事への意気込みを述べている。

## 著書
- 『柔道教室』（大修館書店） ISBN 9784469161045
- 『講道館柔道投技』（上・中・下）（本の友社） ISBN 4469161047
- Kodokan judo: throwing techniques / tr. by Françoise White (Kodansha International, 2005)

### 共著書
- 『柔道大事典』（共著者/嘉納行光・川村禎三・中村良三・竹内善徳・佐藤宣践）1999年11月 アテネ書房 ISBN 4871522059